# Psaliodes vernifera
Psaliodes vernifera là một loài bướm đêm trong họ Geometridae.